# Novo Selo (Vrbovec)
 Novo Selo  falu Horvátországban Zágráb megyében. Közigazgatásilag Vrbovechez tartozik.

## Fekvése
Zágrábtól 33 km-re északkeletre, községközpontjától 3 km-re délnyugatra, a Zágráb – Kapronca vasútvonal mellett  fekszik.

## Története
A település csak 1930 körül keletkezett és 1990-ig Lazarevac volt a neve.
2001-ben 100 lakosa volt.

## Lakosság
| Lakosság változása | Lakosság változása | Lakosság változása | Lakosság változása | Lakosság változása | Lakosság változása | Lakosság változása | Lakosság változása | Lakosság változása | Lakosság változása | Lakosság változása | Lakosság változása | Lakosság változása | Lakosság változása | Lakosság változása |
| ------------------ | ------------------ | ------------------ | ------------------ | ------------------ | ------------------ | ------------------ | ------------------ | ------------------ | ------------------ | ------------------ | ------------------ | ------------------ | ------------------ | ------------------ |
| 1857               | 1869               | 1880               | 1890               | 1900               | 1910               | 1921               | 1931               | 1948               | 1953               | 1961               | 1971               | 1981               | 1991               | 2001               |
| 0                  | 0                  | 0                  | 0                  | 0                  | 0                  | 0                  | 35                 | 69                 | 73                 | 90                 | 84                 | 68                 | 58                 | 100                |

## Külső hivatkozások
Vrbovec város hivatalos oldala